# Вонгозеро (озеро, Карелія)
Вонгозеро — озеро на території Поросозерского сільського поселення Суоярвського району Республіки Карелія. Інші назви, відмічені в джерелах: Вонгер, Гуткінское, Волхілампі. Знаходиться приблизно в 20 км від кордону з Фінляндією.

## Загальні відомості
Площа озера — 21,6 км², площа басейну — 236 км². Розташовується на висоті 177,8 метра над рівнем моря.
Котловина льодовиково-тектонічного походження.
Форма озера довгаста, воно витягнуто з південного сходу на північний захід, в цьому ж напрямку витягнуті острова на ньому. Береги озера каменисто-піщані, частково заболочені.
З південно-західного боку озеро протокою з'єднується з озером Савіярві, з північного заходу втікає струмок з озера Тулос. У північно-західній частині озеро пов'язано широкою протокою з озером Лубоярві, протоку перетинає автозимник.
Сток з озера здійснюється короткою протокою, яка витікає з південно-східної сторони озера і впадає в озеро Мярат, звідки води ведуть в річку Чеба.
В озері розташовані більш десяти островів загальною площею 0,68 км², однак їх кількість може варіюватися в залежності від рівня води.
Риба: щука, окунь, сиг, ряпушка, плотва, минь, йорж.
Код водного об'єкта в державному водному реєстрі — 01040100211102000017630.

## У культурі
Озеро є одним з основних місць дії роману Яни Вагнер «Вонгозеро»(2011) і знятого за його мотивами телесеріалу «Епідемія» (2019).